# Wilhelm Abenius (kemist)
Per Wilhelm Abenius, född 21 maj 1864 i Orsa församling, Kopparbergs län, död 3 april 1956 i Ramsbergs församling
, var en svensk kemist. Han var son till Johan Abenius och bror till Gustaf Abenius samt far till Margit, Ingrid (gift Triller) och Håkan Abenius.
Abenius, som var prästson, blev filosofie doktor och docent i kemi i Uppsala 1891, lektor vid Tekniska elementarskolorna i Borås 1895 och Örebro 1904, och var rektor vid sistnämnda läroverk 1914–1929. Han utgav arbeten om kvantitativ analys av arsenik och författade elementära läroböcker i kemi.